# Muskogee County
Muskogee County är ett administrativt område i delstaten Oklahoma, USA, med 70 990 invånare. Den administrativa huvudorten (county seat) är Muskogee. 

## Geografi
Enligt United States Census Bureau så har countyt en total area på 2 173 km². 2 108 km² av den arean är land och 65 km² är vatten.

### Angränsande countyn
- Wagoner County - nord
- Cherokee County - nordost
- Sequoyah County - öst
- Haskell County - sydost
- McIntosh County - sydväst
- Okmulgee County - väst